# Vrpile
Vrpile is een plaats in de gemeente Plitvička Jezera in de Kroatische provincie Lika-Senj. De plaats telt 23 inwoners (2001).